# Inaho
L'Inaho (いなほ) est un train express existant au Japon et exploité par la compagnie JR East, qui relie la ville de Niigata aux villes de Sakata et Akita dans l'ouest de la région du Tōhoku.

## Gares desservies
L'Inaho circule de la gare de Niigata à la gare d'Akita en empruntant les lignes Hakushin et Uetsu. Certains trains sont terminus Sakata.
| Niigata      |
| Toyosaka     |
| Shibata      |
| Nakajō       |
| Sakamachi    |
| Murakami     |
| Fuya         |
| Atsumi Onsen |
| Tsuruoka     |
| Amarume      |
| Sakata       |
| Yuza*        |
| Kisakata*    |
| Nikaho*      |
| Ugo-Honjō*   |
| Akita*       |

Les gares marquées d'un astérisque ne sont pas desservies par tous les trains.

## Matériel roulant
Les services Inaho sont effectués par des rames séries E653-1000. Dans le passé, ils ont été effectués par des rames séries 485.

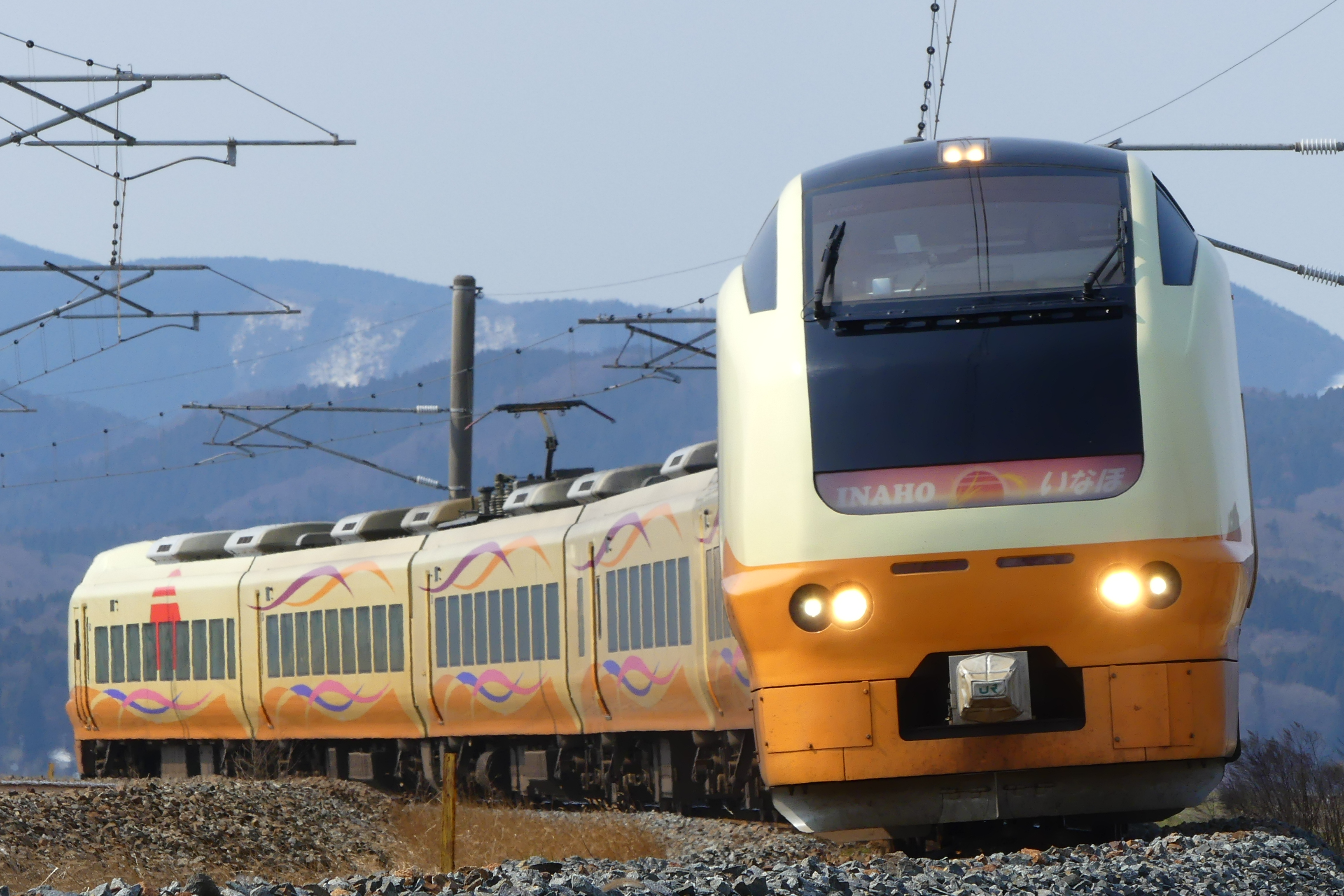
Série E653-1000
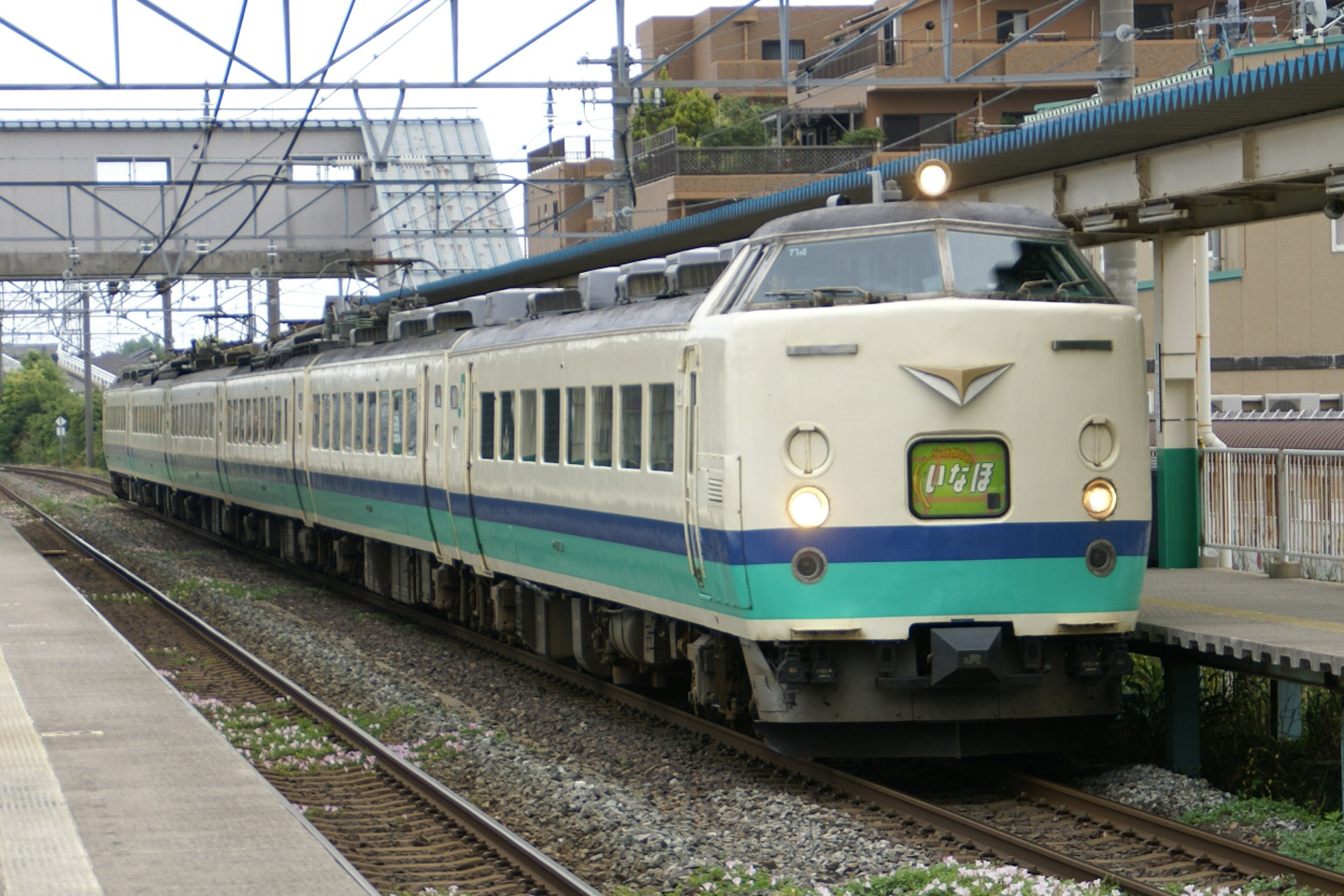
Série 485
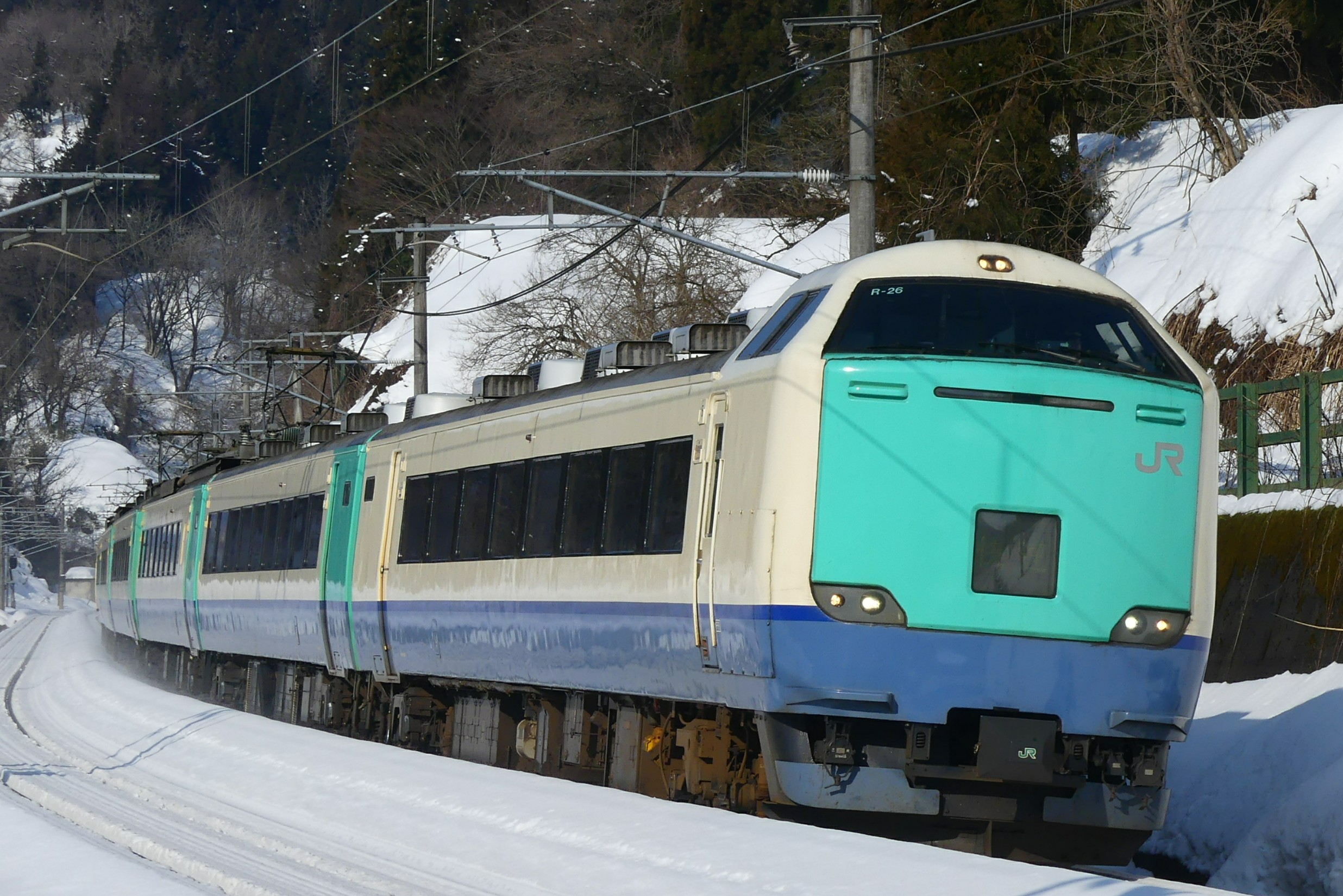
Série 485-3000

## Composition des rames
- Série E653[1]  :

| N° de voiture | 1     | 2       | 3       | 4       | 5           | 6           | 7           |
| Agencement    | Green | Réservé | Réservé | Réservé | Non réservé | Non réservé | Non réservé |